# جرسي (قماش)
الجُرْسِيّ هو قماش محبوك يستخدم في الغالب لتصنيع الملابس. في الأصل كان يُصنع من الصوف، لكنه الآن يصنع من الصوف والقطن والألياف الصناعية.

## معرض صور

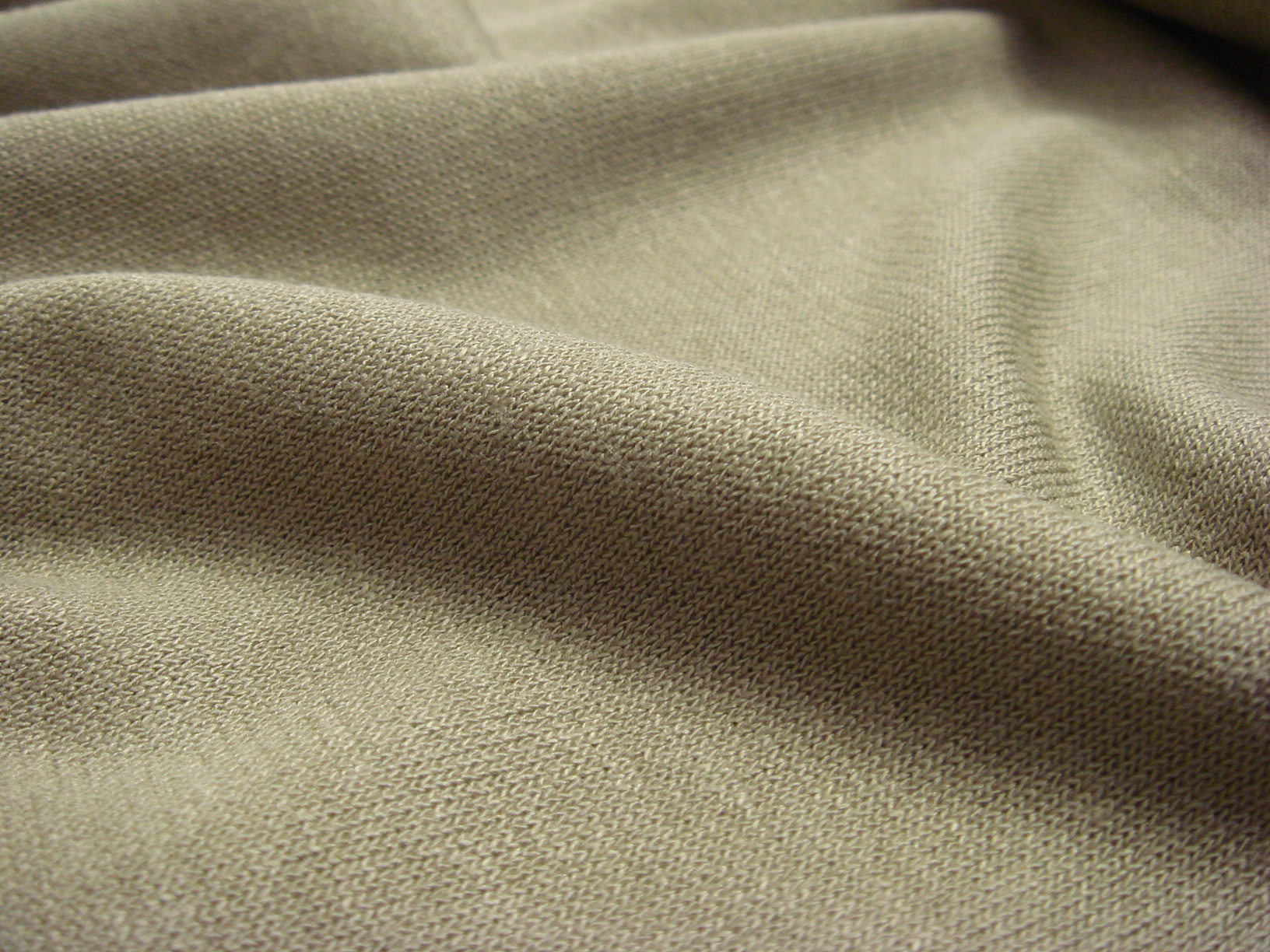
قماش جرسي.
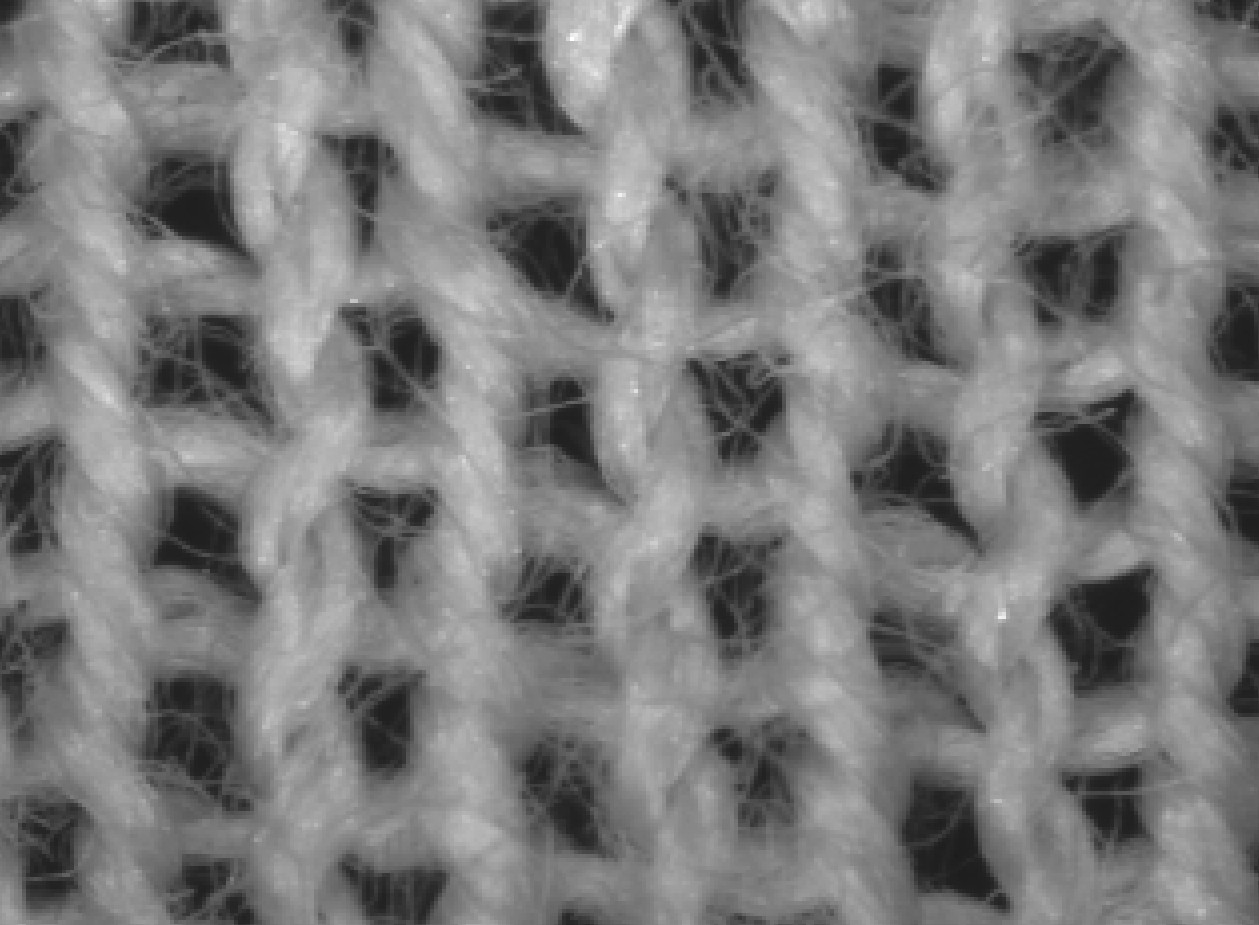
الجانب الأمامي لقماش جرسي تحت المجهر.